# جون فرانكلين باردين
جون فرانكلين باردين من مواليد (30 نوفمبر 1916-9 يوليو 1981), كان كاتبًا أمريكيًا في الجريمة، اشتهر بثلاث روايات كتبها بين عامي 1946 و 1948.

## حياته
وُلِد جون باردين في مدينة سينسيناتي بولاية أوهايو[بحاجة لمصدر]، حيث كان والده تاجر فحم ثري وكانت والدته عاملة مكتب. مات جميع أفراد أسرته المباشرين تقريبًا من أمراض مختلفة، مع وفاة أخته الكبرى بسبب تسمم الدم، وبعد عام، توفي والده بسبب الشريان التاجي ولم يترك سوى القليل من المال. كان جون، الذي تخرج بحلول ذلك الوقت من مدرسة وولنات هيلز الثانوية، يدرس الهندسة في جامعة سينسيناتي، وكان عليه أن يغادر في عامه الأول ليعمل بدوام كامل كصاحب تذاكر وحارس في حلبة تزلج على الجليد، وبعد ذلك ككاتب ليلي في محل لبيع الكتب، حيث كان يثقف نفسه من خلال القراءة.

قال جون:
«أصبحت الأم مصابة بالفصام بجنون العظمة بحلول ذلك الوقت».
في زيارات لها، كان لدي أولاً نظرة ثاقبة حول هلوسة العودة إلى المنزل والتي ستشكل لاحقًا جوهر روايته الثالثة، «يأخذ الشيطان ذبابة الذيل الأزرق». كما شغل جون في وظائف أخرى مزيج من سينسيناتي ومدينة نيويورك، وانتقل إليها قبل أن يبلغ الثلاثين من عمره، بما في ذلك العمل كمقعد في مسبك الصمامات؛ في قسم الإعلان في أحد البنوك؛ في قسم الإنتاج بوكالة إعلانات؛ والقيام بأبحاث السوق المستقلة لشركة بارون كولير. في نيويورك، بدأ العمل في عام 1944 لصالح وكالة الإعلانات إدوين بيرد ويلسون، ومن عام 1946 إلى عام 1948 أكمل الروايات الثلاث التي اشتهر بها: «القاتل بيرشيرون»، و«آخر فيليب بانتر»، وتم نشر«يأخذ الشيطان ذبابة الذيل الأزرق» على مدار 18 شهرًا، على الرغم من أن ذلك لم يستمر في الولايات المتحدة حتى الستينيات. كتب جون في النهاية 10 روايات على مدار حياته. تشمل مقالاته في المجلة «عيوب الاحترام»، مراجعة لكتاب والد الرجل: كيف يحصل طفلك على شخصيته، بقلم دبليو أليسون ديفيس وروبرت جيه. بعد أن ترقى تدريجياً ليصبح نائب الرئيس ومدير إدوين بيرد ويلسون، ترك باردين تلك الوكالة في عام 1963. قبل ذلك بعامين كان قد بدأ بتدريس الكتابة الإبداعية والإعلان في المدرسة الجديدة للبحوث الاجتماعية، وهو ما كان سيستمر في القيام به حتى عام 1966. في العام الذي عمل فيه كمدير دعاية مشارك في صندوق كلية يونايتد نيغرو، ومن 1967 إلى 1968، كتب في النداء اليهودي الموحد في نيويورك الكبرى. انتقل إلى المجلات، ثم عمل كمحرر في كورونيت [بحاجة لمصدر]حتى عام 1972. خلال العامين التاليين على الأقل، عاش باردين في شيكاغو، إلينوي، حيث شغل منصب مدير التحرير لمجلة الجمعية الطبية الأمريكية صحة اليوم خلال عام 1973 ؛ وخلال عام 1974، نشأت وشغل منصب مدير التحرير لمجلتين صحفيتين لاتحاد المحامين الأمريكيين هما التعلم والقانون والمحامي. بينما يذكر موقعه الرسمي أنه عاد إلى نيويورك في عام 1974، وضعه أحد المصادر في شيكاغو في عام 1978. أقام في إيست فيليدج في مدينة نيويورك. توفي في 9 يوليو 1981 في مركز بيث إسرائيل الطبي في مانهاتن، مدينة نيويورك. وقد نجا زوجته الثانية «فيليدا».

## أشهر رواياته
- القاتل بيرشيرون[11]
- آخر فيليب بانت[12]
- يأخذ الشيطان ذبابة الذيل الأزرق

1. 1 2  مذكور في: قاعدة بيانات الخيال التأملي على الإنترنت. معرف كاتب في قاعدة بيانات الخيال التأملي على الإنترنت: 112927. باسم: John Franklin Bardin. الوصول: 9 أكتوبر 2017. لغة العمل أو لغة الاسم: الإنجليزية.
2. 1 2  مذكور في: نووسفير. معرف مؤلف في نووسفير: -50161. باسم: John Franklin BARDIN. الوصول: 9 أكتوبر 2017. لغة العمل أو لغة الاسم: الفرنسية.
3. 1 2  مذكور في: استنادات المكتبة الوطنية الفرنسية. مُعرِّف المكتبة الوطنية الفرنسية (BnF): 118902003. باسم: John Franklin Bardin. المُؤَلِّف: المكتبة الوطنية الفرنسية. لغة العمل أو لغة الاسم: الفرنسية.
4. ↑  1 في أوهايو (تقرير أخبار الولايات المتحدة والعالم، 2019)؛ 65 (تقرير أخبار الولايات المتحدة والعالم، 2019). "مدرسة وولنات هيلز الثانوية". upwikiar.top. مؤرشف من الأصل في 2022-10-09. اطلع عليه بتاريخ 2022-10-09. {{استشهاد ويب}}: الوسيط |الأول= يحوي أسماء رقمية (مساعدة)صيانة الاستشهاد: أسماء عددية: قائمة المؤلفين (link)
5. ↑  John Franklin (17 Jun 2014). Devil Take the Blue-Tail Fly (بالإنجليزية). Diversion Books. ISBN:978-1-62681-353-3. Archived from the original on 2022-10-09.
6. ↑  Philip H. (22 Nov 1985). "Advertising; Edwin Bird Wilson Inc. Gets a Ricoh Account". The New York Times (بالإنجليزية الأمريكية). ISSN:0362-4331. Archived from the original on 2017-11-26. Retrieved 2022-10-09.
7. ↑  "The United Negro College Fund is Founded". African American Registry (بالإنجليزية). Archived from the original on 2022-01-20. Retrieved 2022-10-09.
8. ↑  "Wellness". TODAY.com (بالإنجليزية). Archived from the original on 2022-10-10. Retrieved 2022-10-09.
9. ↑  "J.F.B. Home Page". www.johnfranklinbardin.com. مؤرشف من الأصل في 2022-01-27. اطلع عليه بتاريخ 2022-10-09.
10. ↑  "Mount Sinai Beth Israel - New York City | Mount Sinai - New York". Mount Sinai Health System (بالإنجليزية الأمريكية). Archived from the original on 2022-09-17. Retrieved 2022-10-09.
11. ↑  John Franklin (17 Jun 2014). The Deadly Percheron (بالإنجليزية). Diversion Publishing Corp. ISBN:978-1-62681-352-6. Archived from the original on 2022-10-12.
12. ↑  "The Last of Philip Banter". Goodreads (بالإنجليزية). Archived from the original on 2022-10-09. Retrieved 2022-10-09.